# SNCF B 81500
De B 81500 zijn treinstellen van de SNCF voor Transport express régional. Het is de Bi-mode versie (elektrisch en diesel) van de AGC, en wordt daarom ook wel BGC genoemd.

## Beschrijving
De B 81500 kan zowel op met 1500 V = geëlektrificeerde lijnen als op niet-geëlektrificeerde lijnen rijden. De elektrische modus alleen op geëlektrificeerde lijnen met 1500 V =; op andere geëlektrificeerde lijnen rijden ze in diesel-modus. Deze bi-mode treinstellen zijn besteld door de regio's Aquitaine, Bourgogne, Centre, Languedoc-Roussillon, Limousin, Midi-Pyrénées, PACA, Poitou-Charentes en Rhône-Alpes voor hun TER-diensten. De B 82500 is een andere bi-mode versie van de AGC, echter met de mogelijkheid om op 25 kV 50 Hz ~ te rijden en met een vaste lengte van vier rijtuigen. Ook is er de dieselvariant X 76500, en de elektrische variant, Z 27500.

## Diensten

### TER Aquitaine
- Bordeaux - Arcachon
- Bordeaux - Morcenx - Mont-de-Marsan
- Bordeaux - Saintes
- Bordeaux - Sarlat

### TER Bourgogne
- Parijs - Laroche - Migennes - Auxerre - Avallon/Clamecy(Corbigny)
- Dijon - Nevers - Bourges - Vierzon - Tours (Dienst van TER Centre, gereden met TER Bourgogne materieel)

### TER Centre
- Orléans - Bourges - Lyon
- Tours - Migennes - Bourges - Lyon
- Tours - Bourges - Nevers - Dijon (Dienst van TER Centre, gereden met TER Bourgogne materieel)

### TER Languedoc-Roussillon
- Béziers - Neussargues

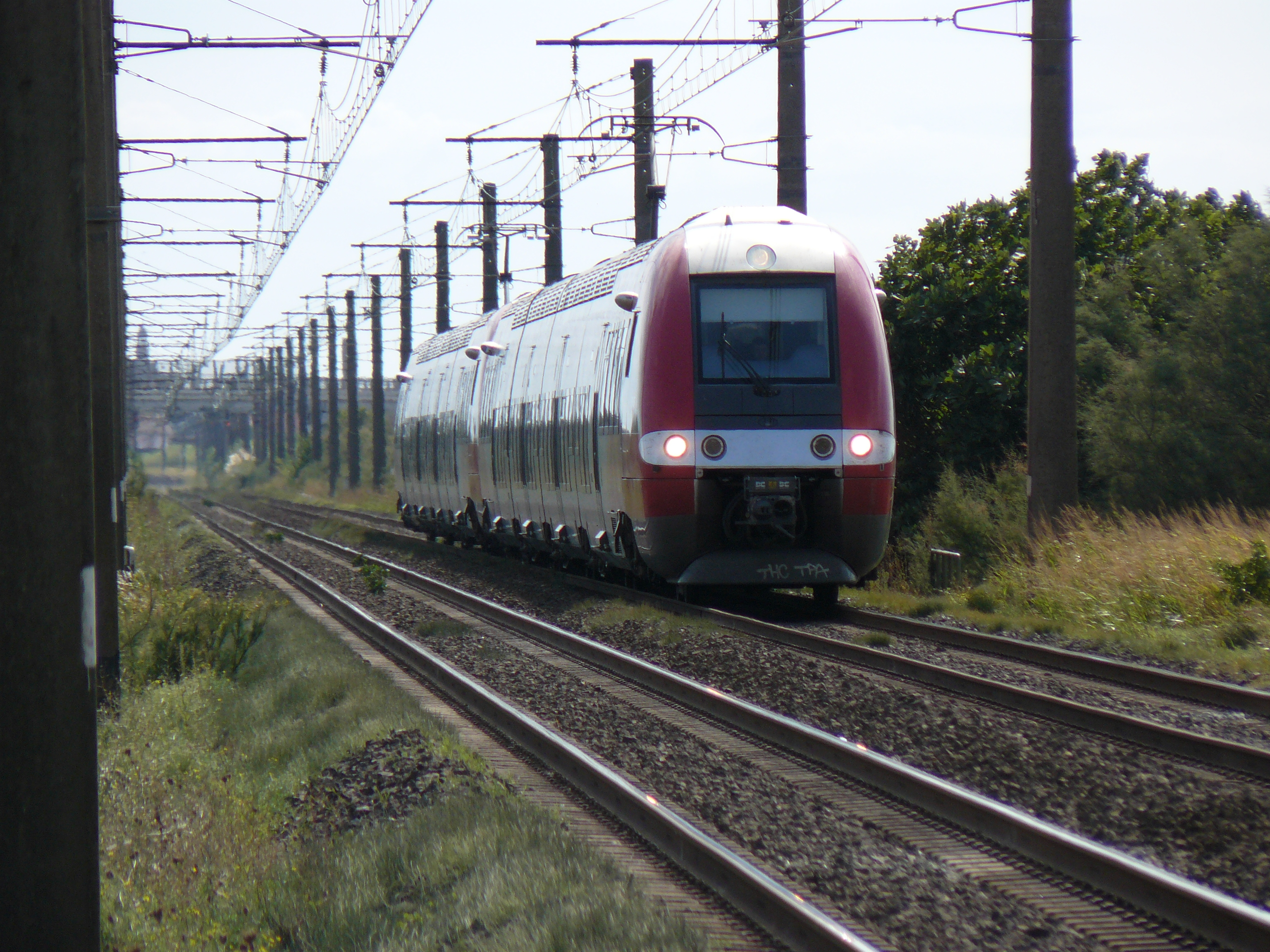
Kleurstelling van de regio Languedoc-Roussillon

- Montpellier - Nîmes - La Bastide - Mende
- Marseille - Nîmes - Montpellier - Béziers - Narbonne (Samen met de regio PACA)

### TER Limousin
- Châteauroux - La Souterraine - Limoges
- Guéret - Limoges - Brive
- Limoges - Poitiers
- Limoges - Ussel
- Limoges - Angoulême

### TER Midi-Pyrénées
- Toulouse - Castres - Mazamet
- Toulouse - Carcassonne
- Toulouse - Latour-de-carol
- Toulouse - Auch
- Toulouse - Rodez

### TER PACA
- Marseille - Gap - Briançon
- Marseille - Aix-en-Provence - Pertuis
- Marseille - Nîmes - Montpellier - Béziers - Narbonne (Samen met de regio Languedoc-Roussillon)
- Marseille - Miramas via de Ligne de la Côte Bleue
- Marseille - Miramas - Avignon via Rognac
- Marseille - Toulon (geheel dieselmodus)

### TER Poitou-Charentes
- Royan - Saintes - Niort
- Royan - Saintes - Angoulême
- La Rochelle - Saintes - Bordeaux
- La Rochelle - Saintes - Angoulême
- La Rochelle - Niort - Poitiers

### TER Rhône-Alpes
- Lyon - Paray-le-Monial - Orléans
- Lyon - Paray-le-Monial - Tours
- Lyon - Bourg-en-Bresse via de ligne de la Dombes
- Lyon - Roanne - (Clermont)

## Galerij

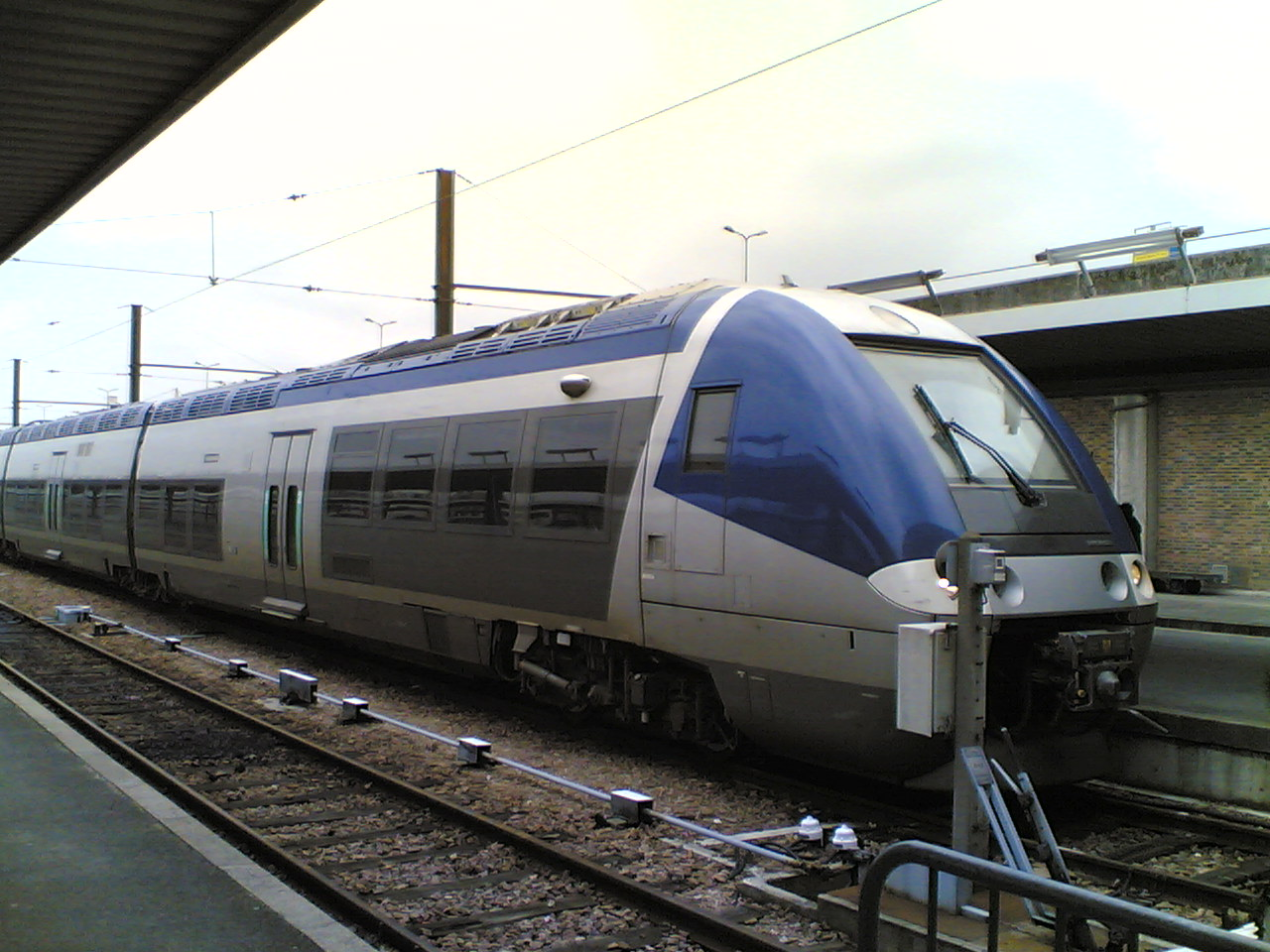
Een BGC op Station Bercy te Parijs
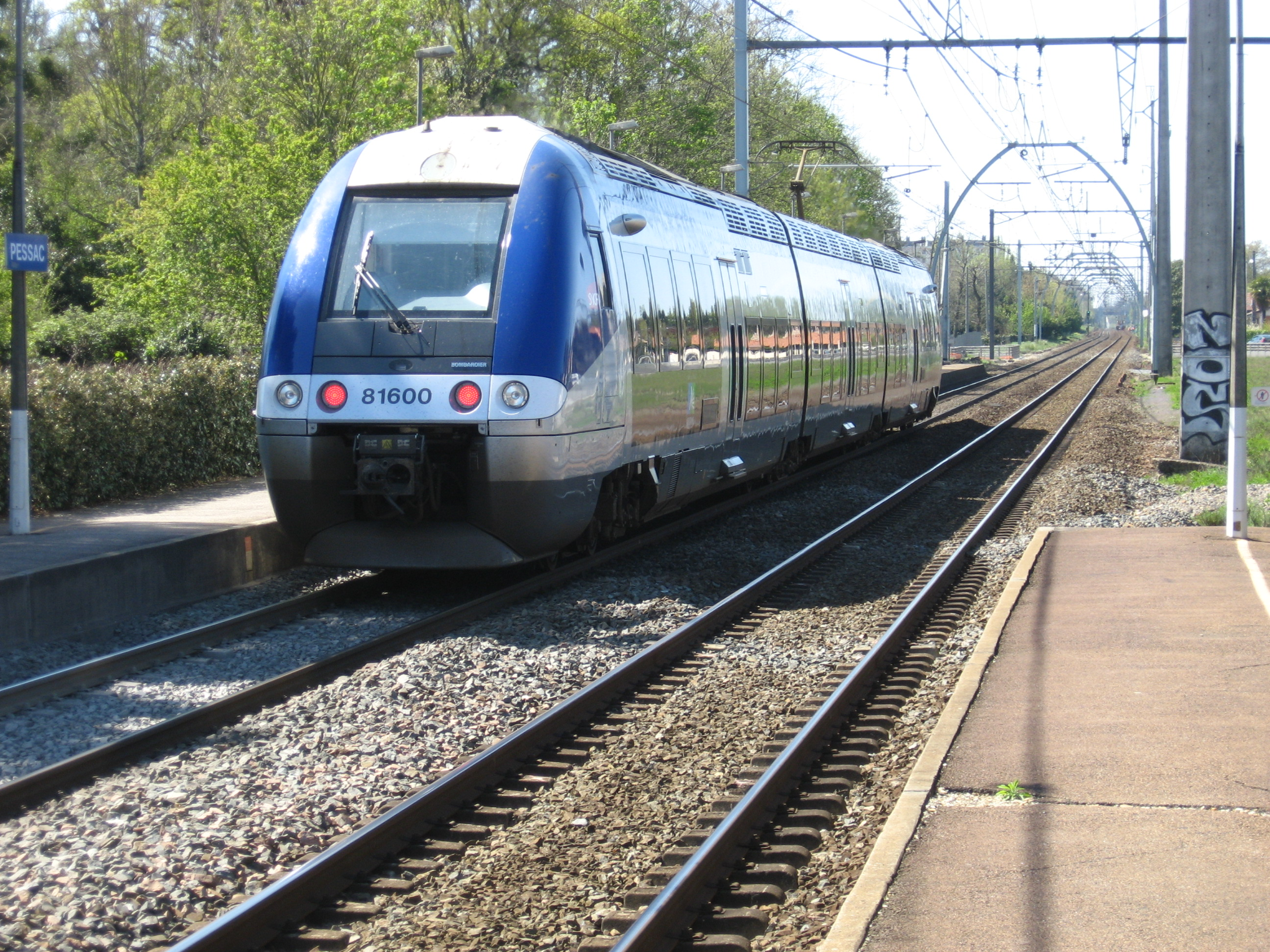
B 81600 in Pessac
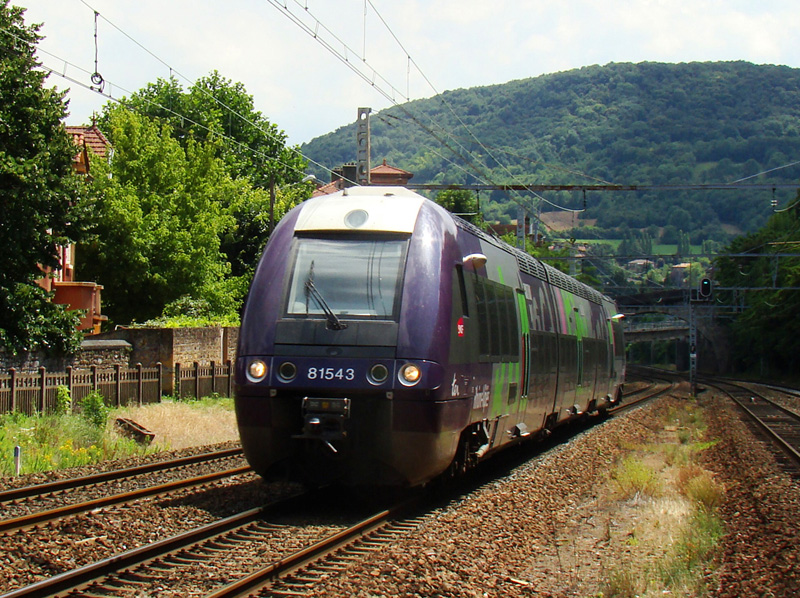
B 81543/81544 rijdt een TER Lyon - Saint-Germain
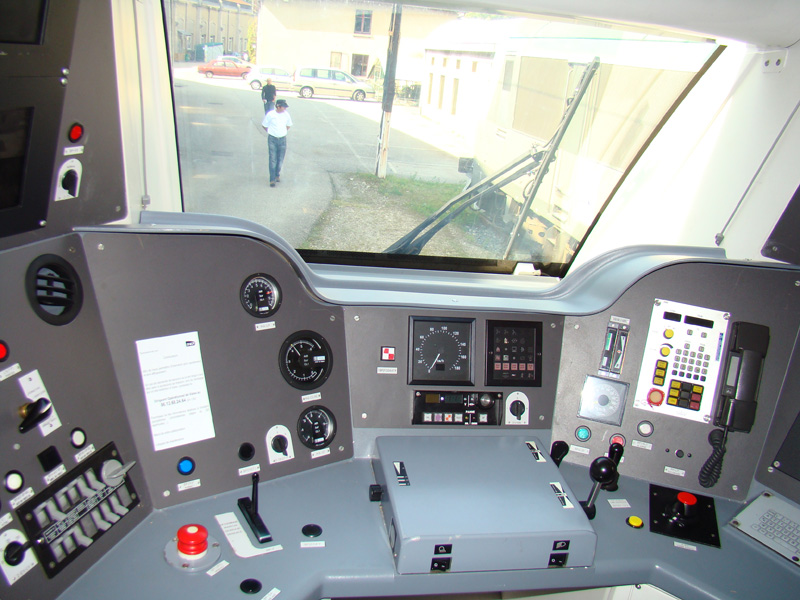
De cabine